# Леонардо Петтінарі (веслувальник)
Леонардо Петтінарі (італ. Leonardo Pettinari, 19 квітня 1973) — італійський академічний веслувальник.
Срібний призер Олімпійських Ігор 2000 року в складі парної двійки легкої ваги, учасник 1996, 2004 років.
Чемпіон світу 1994 (розпашні двійки без стернового легкої ваги), 1995 (розпашня четвірка без стернового легкої ваги), 1999 (парні двійки легкої ваги), 2001 (парні двійки легкої ваги), 2002 (парні двійки легкої ваги), 2003 (парні двійки легкої ваги), 2007 (парні четвірки легкої ваги) років, срібний призер 1997, 1998 років у складі парної двійки легкої ваги, бронзовий призер 1993 року в складі вісімки легкої ваги.